# Agence nationale de l'aviation civile (Burkina Faso)
Pour les articles homonymes, voir Agence nationale de l'aviation civile.
L'Agence nationale de l'aviation civile (ANAC) est l'agence de l'aviation civile du Burkina Faso. L'ANAC a son siège à Ouagadougou.